# تجارة الكربون الشخصية
يمكن أن يتخذ تقنين الكربون، كوسيلة للحد من انبعاثات ثاني أكسيد الكربون لاحتواء تغير المناخ، عدة أشكال. تعتبر تجارة الكربون الشخصية أحد هذه الأشكال، وتعد المصطلح العام لعدد من مخططات تجارة الانبعاثات المقترحة التي تخصص بموجبها أرصدة الانبعاثات للأفراد البالغين على أساس متساو (ونطاق واسع) للفرد الواحد، ضمن ميزانيات الكربون الوطنية. يسلم الأفراد لاحقًا هذه الأرصدة عند شراء الوقود أو الكهرباء. يمكن للأفراد الراغبون أو المحتاجون إلى مستوى انبعاث أعلى من المستوى الذي تسمح به مخصصاتهم الأولية شراء أرصدة إضافية من الذين يستخدمون كميات أقل، ما يحقق ربحًا للأفراد الذين ينشرون انبعاثات أقل من المستوى الذي تسمح به مخصصاتهم الأولية.

## المقترحات
تشمل المقترحات الحالية ما يلي:
- حصص الطاقة القابلة للتداول (تي إي كيو) - ابتكرها الكاتب البيئي ديفيد فليمنغ، الذي نشر الفكرة لأول مرة في عام 1996 تحت اسمها السابق الحصص القابلة للتداول المحلي (دي تي كيو). أجرى مركز تيندال لأبحاث تغير المناخ في المملكة المتحدة أبحاثًا حول هذا المخطط منذ عام 2003، وأجرت الجمعية الملكية لتشجيع الفنون والمصنوعات والتجارة (آر إس إيه) بعض الأبحاث مؤخرًا عن طريق مشروع كاربون ليميتد. كان النظام موضوع دراسة جدوى ممولة من حكومة المملكة المتحدة في عام 2008، وتقرير المجموعة البرلمانية لجميع الأحزاب في عام 2011، ومناقشة المفوضية الأوروبية في عام 2018.[3]
- مخصصات الكربون الشخصية (بّي سي إيه) - يصفها كتاب «كيف يمكننا إنقاذ الكوكب» لماير هيلمان وتينا فوسيت. استمر العمل على مخصصات الكربون الشخصية في معهد التغيير البيئي في أكسفورد في المملكة المتحدة. يستخدم أحيانًا العنوان «بّي سي إيه» أو «مخطط بّي سي إيه» عمومًا للإشارة إلى أي شكل مقترح لتجارة الكربون الشخصية.[4][5]
- مخصصات التلوث الشخصية القابلة للتداول - اقترحت أصلًا في مقال للدكتور كيرك باريت في عام 1995 وتنطبق على أي شكل من أشكال التلوث، بما فيها ثاني أكسيد الكربون. [6]
- تجارة انبعاثات المستخدم النهائي - هي اقتراح أولي في مقال سوريابراتيم روي وإدوين ووردمان يحلل بعض الفروق الدقيقة القانونية والسياسية في مخطط تداول الانبعاثات للأفراد، على نطاق الاتحاد الأوروبي مثلًا.

يرجح أن يحتفظ الأفراد بأرصدة الانبعاثات الخاصة بهم في حسابات إلكترونية، ويسلمونها لاحقًا عند إجراء عمليات شراء مرتبطة بالكربون، مثل الكهرباء ووقود التدفئة والبترول. يمكن أن تطلب مخصصات الكربون الشخصية من الأفراد أيضًا استخدام الأرصدة للنقل العام. ستضع حصص الطاقة القابلة للتداول جميع قطاعات المجتمع الأخرى (مثل الصناعية والحكومية) في نطاق مخطط واحد.
سيتمكن الأفراد الذين يتجاوزون مخصصاتهم (أي الراغبون في استخدام أرصدة انبعاثات أكثر من الممنوحة لهم) من شراء أرصدة إضافية من الذين يستخدمون كميات أقل، وبالتالي سيستفيد الأفراد الخاضعين للتخصيص من بصمتهم الكربونية الصغيرة. ويوجد نوعان من أرصدة الكربون، الأرصدة المعتمدة للحد من الانبعاثات مثل مخصصات انبعاثات الكربون (إي يو إيه) ووحدات تخفيض الانبعاثات المعتمدة (سي إي آر) وأرصدة الكربون المثبتة.
يزعم مؤيدو تجارة الكربون الشخصية أنها طريقة عادلة لمعالجة تغير المناخ وذروة النفط، إذ يمكن أن تضمن استقرار الاقتصاد الوطني في حدود ميزانية الكربون المتفق عليها ويضمن الوصول العادل إلى الوقود والطاقة. ويعتقدون أيضًا أنه ستزيد من «محو الأمية الكربونية» بين الجمهور، مع تشجيع المزيد من الاقتصادات المحلية. تدعي مدينة مانشستر في المملكة المتحدة مثلًا أنها «أول مدينة تتعهد بتمكين جميع مواطنيها من محو الأمية الكربونية.»
انتُقدت تجارة الكربون الشخصية بسبب تعقيدها المحتمل وتكاليف التنفيذ العالية. لا يتوفر حتى الآن سوى القليل من البيانات الموثوقة حول هذه القضايا. وتوجد مخاوف أيضًا من أن «التقنين» الشخصي وتداول المخصصات سيكونان غير مقبولان سياسيًا، خاصةً إذا استخدمت هذه المخصصات للشراء من الصناعات التي تتحمل بالفعل تكاليف مشاركتها في ضريبة الكربون أو مخططات التجارة مثل نظام الاتحاد الأوروبي للإتجار بالانبعاثات.
أظهرت الأبحاث في هذا المجال أن تجارة الكربون الشخصية ستكون أداة سياسية تقدمية -لإعادة توزيع الأموال من الأغنياء إلى الفقراء- إذ يستخدم الأغنياء طاقة أكثر من الفقراء، وبالتالي سيحتاجون إلى شراء مخصصات منهم. بعكس ضريبة الكربون المباشرة، والتي يصبح ذوي الدخل المحدود بموجبها أسوأ حالًا، من وضعهم قبل إعادة توزيع العائدات.

## التقدم نحو التنفيذ
تختبر جزيرة نورفولك أول برنامج شخصي لتجارة الكربون في العالم، منذ عام 2011.
يمنح قانون تغير المناخ لعام 2008 أيضًا صلاحيات تسمح لحكومة المملكة المتحدة بتقديم مخطط تجارة الكربون الشخصية دون تشريعات أولية إضافية.
أكملت وزارة البيئة والغذاء والشؤون الريفية في مايو 2008 دراسة جدوى حول حصص الطاقة القابلة للتداول، وتوصلت إلى استنتاج رئيسي ينص على أنه «يمكن لتجارة الكربون الشخصية إشراك الأفراد في اتخاذ إجراءات لمكافحة تغير المناخ، ولكنها سابقة لوقتها أساسًا وتكاليف تنفيذها المتوقعة مرتفعة». أعلنت وزارة البيئة والغذاء والشؤون الريفية، بناءً على هذا الإعلان، أن «حكومة (المملكة المتحدة) ما تزال مهتمة بمفهوم تجارة الكربون الشخصية، ورغم أنها لن تواصل برنامجها البحثي في هذه المرحلة، لكنها ستراقب ثروة الأبحاث التي تركز على هذا المجال وقد تقدم تجارة الكربون الشخصية إذا تغيرت قيمة مدخرات الكربون وآثار التكلفة».
لاحظ المحللون أنه لتنفيذ أي نظام فعال لتقنين الكربون، «يجب على الحكومة إقناع الجمهور بأن مستويات التقنين عادلة، وأن النظام يدار بشفافية ونزاهة، وأن المتهربين قليلون، ويحتمل أن يكتشفوا ويعاقبوا بعقوبات صارمة إذا ثبتت إدانتهم».
أشارت ورقة بحثية صدرت عام 2010 حول المواقف تجاه تجارة الكربون الشخصية إلى ازدواجية عامة، لكن لاحظ الباحثون أن «التأييد المعتدل كان في الواقع أكثر الآراء شيوعًا». وأفادت تجربة المستهلك لمدة 4 أسابيع حول مخصصات الكربون الشخصية التي أجريت في لندن في يونيو 2011 أن «المشاركين انخرطوا في مفهوم مخصصات الكربون الشخصية بحماس». 
في يناير 2011، نشرت مجموعة جميع الأحزاب البرلمانية المعنية بذروة النفط في المملكة المتحدة تقريرًا عن حصص الطاقة القابلة للتداول، وحصلت على تغطية إعلامية كبيرة. سلط هذا التقرير الضوء على البحوث الهامة التي تجريها عدة مراكز بحثية والصادرة منذ دراسة الجدوى الحكومية، وزعمت أن هذه الدراسات تثبت أن فوائدها أكبر بكثير من المعترف به في بحث الحكومة. وحثتهم، بناءً على ذلك، على التحرك بسرعة لتمويل التحركات نحو التنفيذ المحتمل في المستقبل القريب. واختتم النقاش الذي أجرته المفوضية الأوروبية عام 2018 بشأن حصص الطاقة القابلة للتداول بشكل إيجابي، لكنه فشل في خلق زخم كبير نحو التنفيذ.